# Поїздка до Америки 2
«Поїздка до Америки 2» (англ. Coming 2 America) — американський романтичний комедійний фільм, продовження «Поїздки до Америки» (1988). Режисером фільму став Крейг Брюер, сценарій написали Девід Шеффілд, Баррі В. Блаустейн і Кенія Барріс за мотивами персонажів, створених Едді Мерфі.
Головні ролі виконали Едді Мерфі, Арсеніо Гол, Джермейн Фаулер, Леслі Джонс, Шарі Гідлі, Джон Амос, Трейсі Морган, Веслі Снайпс і Джеймс Ерл Джонс. У США фільм планувалося випустити 18 грудня 2020 року, вийшов у прокат 5 березня 2021 року.

## У ролях
| Актор                 | Роль                        |
| --------------------- | --------------------------- |
| Едді Мерфі            | Акім Джоффер / Ренді Вотсон |
| Арсеніо Гол           | Семмі                       |
| Джермейн Фаулер       | Лавелл                      |
| Леслі Джонс           |                             |
| Шарі Гідлі            | Ліза Мак-Давелл             |
| Джон Еймос            | Кліо Мак-Давелл             |
| Трейсі Морган         | Рім Джонсон                 |
| Веслі Снайпс          | Генерал Ізі                 |
| Джеймс Ерл Джонс      | Джаффе Джоффер              |
| Пол Бейтс             | Ога                         |
| Луї Андерсон          | Моріс                       |
| Ванесса Белл Калловей | Імані Іцці                  |
| Рік Росс              |                             |
| Номзамо Мбата         | Мірембе                     |
| Гарсель Бове          |                             |
| Морган Фрімен         |                             |
| Давідо                |                             |
| Кі-Кі Лейн Міка       |                             |
| Лунелль Кемпбелл      |                             |
| Ротімі                |                             |
| Майкл Блексон         |                             |

## Виробництво

### Розвиток
У січні 2017 року було оприлюднено анонс, який стосувався майбутнього виробництва продовження оригінального фільму «Поїздка до Америки». Кевін Мішер був оголошений продюсером, а до проєкту також приєдналися Девід Шеффілд і Баррі В. Блауштейн як сценаристи. Однак можлива участь головних акторів Едді Мерфі та Арсеніо Гола була невизначеною.
11 січня 2019 року було оголошено, що Мерфі виконає роль з першої частини, а Крейг Брюер став режисером (раніше він працював з Мерфі у фільмі Netflix «Мене звуть Долемайт»). Очікували, що Арсеніо Гол, Шарі Гідлі, Джон Амос, Пол Бейтс і Джеймс Ерл Джонс також повернуться у продовження.
Веслі Снайпс отримав роль у фільмі. Леслі Джонс та репер Рік Росс також приєдналися до акторського складу у невідомих ролях. У серпні 2019 року до них приєдналися Номзамо Мбата, Джермайн Фоулер, Трейсі Морган, Кі-Кі Лейн, Лунелль Кемпбелл, Ротімі, Теяна Тейлор і Майкл Блексон, до того ж повернулися актори Луї Андерсон, Ванесса Белл Келловей і Гарсель Бове. 12 серпня 2019 року було підтверджено, що Шарі Гідлі буде виконувати свою роль Лізи Мак-Давелл знову.
Мадж Сінклер, яка зіграла матір Акіми, королеви Аолеона в оригінальному фільмі, померла у 1995 році; її персонаж не з'явиться. Участь Семюеля Л. Джексона, який дебютував епізодичною появою в оригінальному фільмі, невідома.
Сцени з 88-річним Джеймсом Ерлом Джонсом знімалися за один день без участі інших акторів в орендованій телестудії на кордоні штатів Нью-Йорк і Коннектикут.

### Зйомки
Офіційно зйомки розпочалися 17 серпня 2019 року в Атланті, штат Джорджія. Того ж місяця Рік Росс підтвердив, що його мега-маєток у Джорджії буде використовуватися як місце дії. 1 жовтня 2019 року в інтерв'ю «Коллайдер» Мерфі підтвердив, що виробництво «Поліцейський з Беверлі-Хіллз 4» розпочнеться після того, як завершаться зйомки «Поїздка до Америки 2». Зйомки офіційно завершились 9 листопада 2019 року.

## Випуск
У США випуск заплановано на 18 грудня 2020 року. Фільм вийшов 5 березня 2021 року.